# Gábor Torma
Gabor Torma (Dunaújváros, 1 augustus 1976) is een Hongaars voormalig voetballer. Hij speelde voor onder meer Cercle Brugge en verschillende Nederlandse clubs. De aanvaller speelde zeven interlands voor het Hongaars voetbalelftal. Torma maakte zijn debuut op 1 juni 1996 in het vriendschappelijke duel (0-0) in Boedapest tegen Italië. Zijn zevende en laatste interland speelde hij op 6 september 1997 in Varsó tegen Polen.

## Loopbaan
- 1992/94:  Dunaújváros FC
- 1994/97:  Cercle Brugge
- 1997/01:  Roda JC
- 2001/02:  FC Groningen
- 2002/03:  ADO Den Haag
- 2003/04:  RKC Waalwijk
- 2004/05:  AEL Limassol
- 2005:  Zalaegerszegi TE
- 2005/09:  REAC